# Naoki Matsuyo
Naoki Matsuyo (松代 直樹 Matsuyo Naoki?), född 9 april 1974 i Nara prefektur, är en japansk före detta fotbollsspelare.
Matsuyo började sin karriär 1997 i Gamba Osaka. Han spelade 131 ligamatcher för klubben. Med Gamba Osaka vann han AFC Champions League 2008, japanska ligan 2005, japanska ligacupen 2007 och japanska cupen 2008, 2009. Han avslutade karriären 2009.